# Liste der Naturdenkmäler in Lage (Lippe)
Die Liste der Naturdenkmäler in Lage (Lippe) führt die Naturdenkmäler der ostwestfälischen Stadt Lage im Kreis Lippe in Nordrhein-Westfalen (Stand: 2004) auf.
| Nr.    | Bezeichnung                                                                 | Beschreibung                                                 | Lage  | Bild           |
| ------ | --------------------------------------------------------------------------- | ------------------------------------------------------------ | ----- | -------------- |
| 2.3-1  | 1 Eiche an der Fröbelstraße 38 in Hagen                                     |                                                              | Karte |                |
| 2.3-2  | 1 Eiche am Krebsbach bei Ohrsen                                             |                                                              | Karte |                |
| 2.3-3  | 1 Linde auf dem Hofgrundstück an der Ohrser Straße 130                      |                                                              | Karte |                |
| 2.3-4  | 2 Eichen am Waldrand nördlich des Grundstückes Friedhofstr. 30              |                                                              | Karte |                |
| 2.3-5  | Friedenseiche an einer Weggabelung in Wissentrup                            |                                                              | Karte |                |
| 2.3-6  | 2 Eiben in einem Garten in Ehrentrup                                        |                                                              | Karte |                |
| 2.3-7  | 8 Eichen an der Zufahrt zum Gut Avenhaus                                    |                                                              | Karte |                |
| 2.3-8  | „Kleine Eiche“ am Feldweg zur Münterburg                                    |                                                              | Karte |                |
| 2.3-9  | 2 Eichen am Leibzuchtgebäude auf dem Hofgrundstück Billinghauser Straße 147 |                                                              | Karte |                |
| 2.3-10 | 1 Weißdornbusch an der Weggabelung bei Sunderbach                           |                                                              | Karte |                |
| 2.3-11 | 1 Eiche in der Feldflur östlich des Eggeweges                               |                                                              | Karte |                |
| 2.3-12 | 2 Eichen an der Weggabelung südlich Hachheide                               |                                                              | Karte |                |
| 2.3-13 | 1 Eiche an der Billinghauser Str.                                           |                                                              | Karte |                |
| 2.3-14 | 2 Linden an der Stapelager Kirche                                           | Eine der beiden Linde wurde 2015 durch einen Sturm zerstört. | Karte |                |
| 2.3-16 | Johannissteine mit alter Tongrube                                           |                                                              | Karte |                |
| 2.3-17 | Mergelkuhle in Ehrentrup                                                    |                                                              | Karte |                |
| 2.3-18 | Fossiliengrund Hiddentrup                                                   |                                                              | Karte | weitere Bilder |